# ジャン・フレシェ
ジャン・M・J・フレシェ（英・仏：Jean M. J. Fréchet（1944年8月19日 - ）は、フランスのブルゴーニュ生まれの化学者。カリフォルニア大学バークレー校化学専攻有機化学科ヘンリー・ラポポート席を務める教授。ローレンス・バークレー国立研究所材料合成・材料科学部門長、 同研究所有機高分子化学モレキュラー・ファンドリー所長、アブドラ王立科学技術大学副学長。 
800本近い学術論文を著し、70本を超える米国特許を取得している。 研究分野は有機合成化学及び高分子化学から高分子の設計、基礎研究、合成及びその機能の応用を基軸としたナノサイエンス及びナノテクノロジーの応用分野にまでまたがる。1990年、デンドリマー合成において、外側から内側に枝を伸ばしていき、最後にコアに接着させて球状高分子にするという合成法、「コンバージェント法」を発表した。ライナス・ポーリングの友人であり、有機化学の講義では一貫して彼の業績に言及している。2011年3月現在、h指数は105で16位である。

## 経歴
1967年 ICPI (現 CPE Lyon リヨン化学物理電子専門学校)  化学エンジニア
1969年 ニューヨーク州立大学環境科学・林業カレッジ 理学修士
1969年 シラキュース大学 理学修士
1971年 ニューヨーク州立大学環境科学・林業カレッジ Ph.D.
1971年 シラキュース大学 Ph.D.
1973年-1978年 オタワ大学 助教授
1978年-1982年　オタワ大学 准教授
1979年 IBM研究所 客員研究員
1982年-1987年 オタワ大学 教授
1983年 IBM研究所 客員研究員
1983年-1987年 オタワ大学（大学院・研究所） 副学長
1987年-1995年 コーネル大学 教授（IBM化学教授）
1995年-1998年 コーネル大学 （化学科ピーター・J・デバイ席）
1997年-2003年 ローレンス・バークレー国立研究所材料合成・材料科学部門長及び主任研究員
1996年-現在 カリフォルニア大学バークレー校 教授
2003年-現在 ローレンス・バークレー国立研究所有機・高分子・生体高分子モレキュラー・ファンドリー所長
2003年-現在 カリフォルニア大学バークレー校 教授（化学専攻有機化学科ヘンリー・ラポポート席）
2004年-現在 カリフォルニア大学バークレー校 教授（化学工学）
2010年-現在 アブドラ王立科学技術大学副学長

## 受賞歴等
- 2020年 チャールズ・スターク・ドレイパー賞
- 2019年 キング・ファイサル国際賞 科学部門
- 2013年 日本国際賞（「半導体製造に革新的なプロセスをもたらした化学増幅レジスト高分子材料の開発」に対して）[4][5]
- 2011年 トムソン・ロイター引用栄誉賞
- 2010年 メゾン・ド・ラ・シミ大賞（パリ）
- 2010年 エラスムスメダル（ヨーロッパ・アカデミー（英語版））
- 2010年 カリフォルニア大学化学専攻ティーチング·アワード
- 2009年 名古屋メダル（MSD生命科学財団）[6]
- 2009年 Arun Guthikonda 記念賞（コロンビア大学）
- 2009年 高分子学会国際賞 (日本) （「機能高分子の基礎から応用に至る開発」に対して）[7]
- 2009年 カロザース賞（「工業応用化学の顕著な貢献と進展」に対して）
- 2009年 レムセン賞（アメリカ化学会）
- 2008年 リヴァプール大学名誉理学博士号
- 2007年 東京大学生産技術研究所より受章
- 2007年 ディクソン賞科学部門（カーネギーメロン大学）
- 2007年 アーサー・C・コープ賞（有機化学分野における顕著な業績に対して贈られるアメリカ化学会の賞）
- 2006年 Macro Group UK Medal（英国王立化学会、化学工業会合同）（高分子化学分野における顕著な業績に対して）
- 2005年 Esselen Award for Chemistry in the Service of the Public
- 2005年 Chemical Communications 40周年記念賞
- 2002年 リヨン第1大学名誉教授
- 2001年 アメリカ化学会優秀賞
- 2001年 アメリカ化学会アーサー・C・コープ奨励賞
- 2000年 ACS高分子化学賞
- 2000年 Myron L. Bender & Muriel S. Bender Distinguished Summer Lectureship
- 1999年 Kosar 記念賞（Society for Imaging Science and Technology）
- 1996年 アメリカ化学会応用高分子化学賞
- 1994年 アメリカ化学会応用高分子化学共同研究賞
- 1986年 アメリカ化学会アーサー・K・ドーリットル賞
- 1986年 Polymer Society of Japan Lecture Award
- 1983年 IUPACカナダ国内委員会賞

## 科学アカデミー会員
- 2010年 アメリカ化学会フェロー
- 2009年 欧州学術院会員
- 2000年 アメリカ芸術科学アカデミーフェロー
- 2000年 全米技術アカデミー会員
- 2000年 アメリカ化学会PMSE(Polymeric Materials: Science and Engineering)部門のフェロー
- 2000年 アメリカ科学振興協会フェロー
- 2000年 米国科学アカデミー会員